# Clinicumsgasse

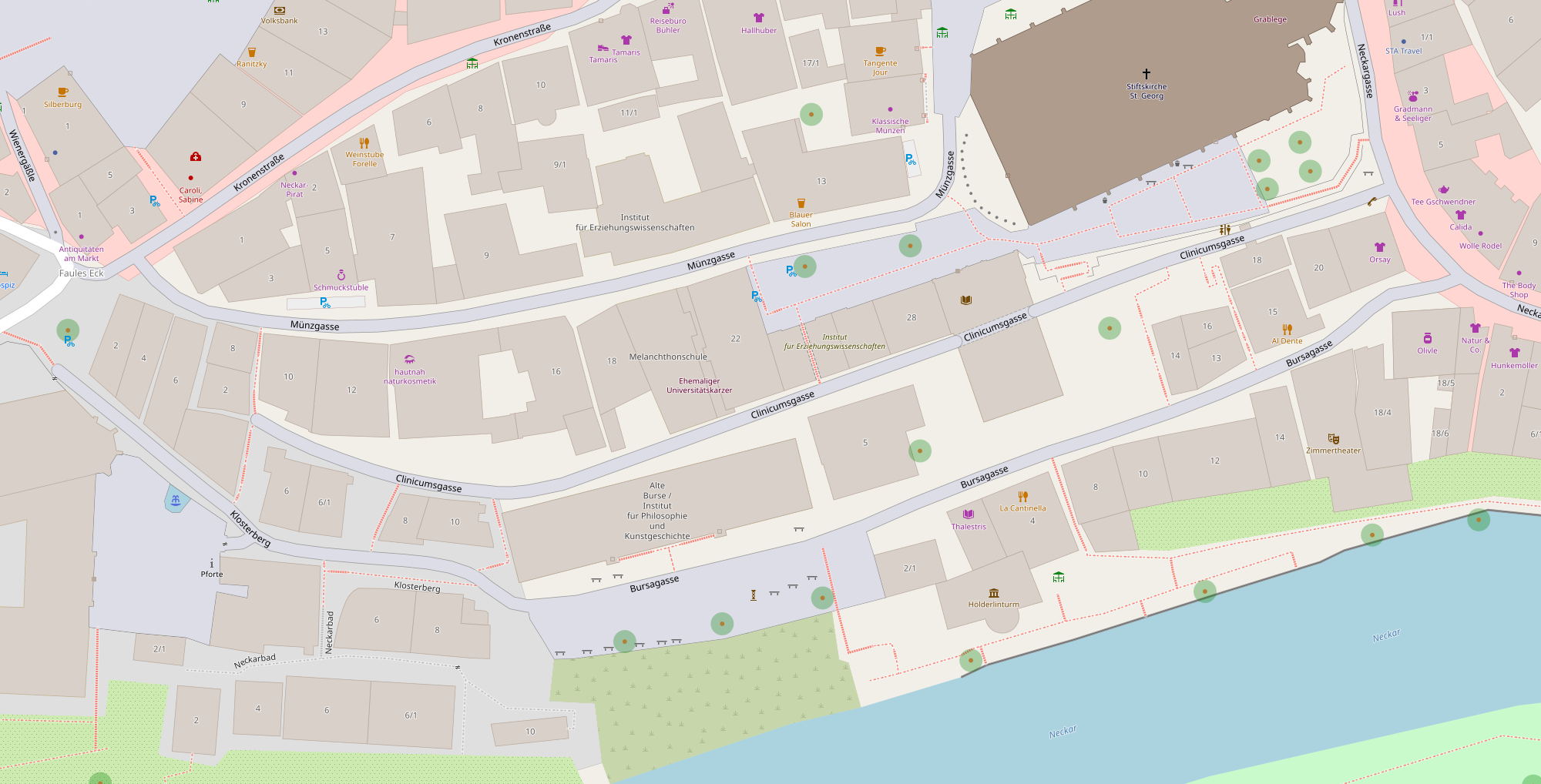
Clinicumsgasse in der Tübinger Altstadt

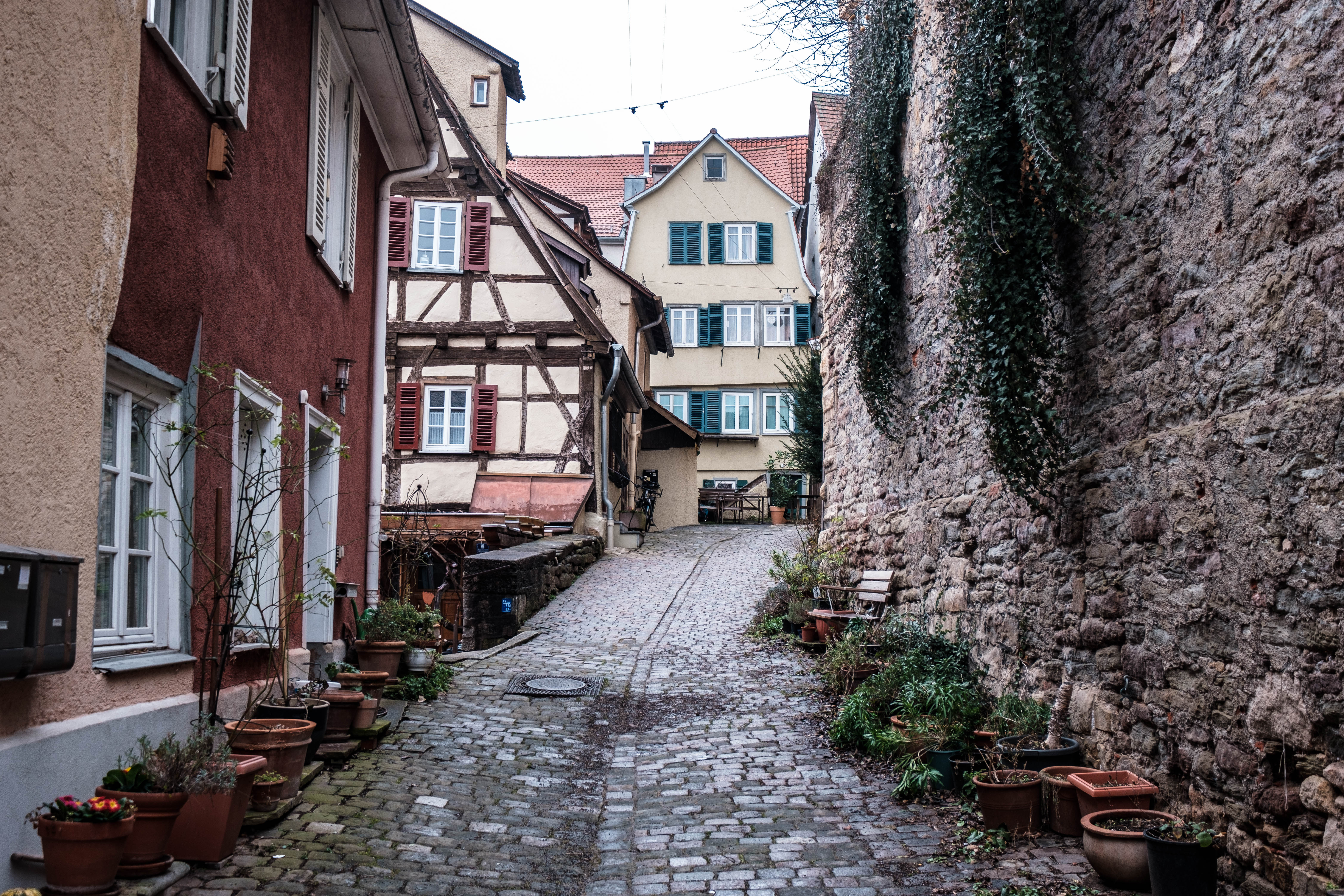
Blick in die Clinicumsgasse in Richtung Westen

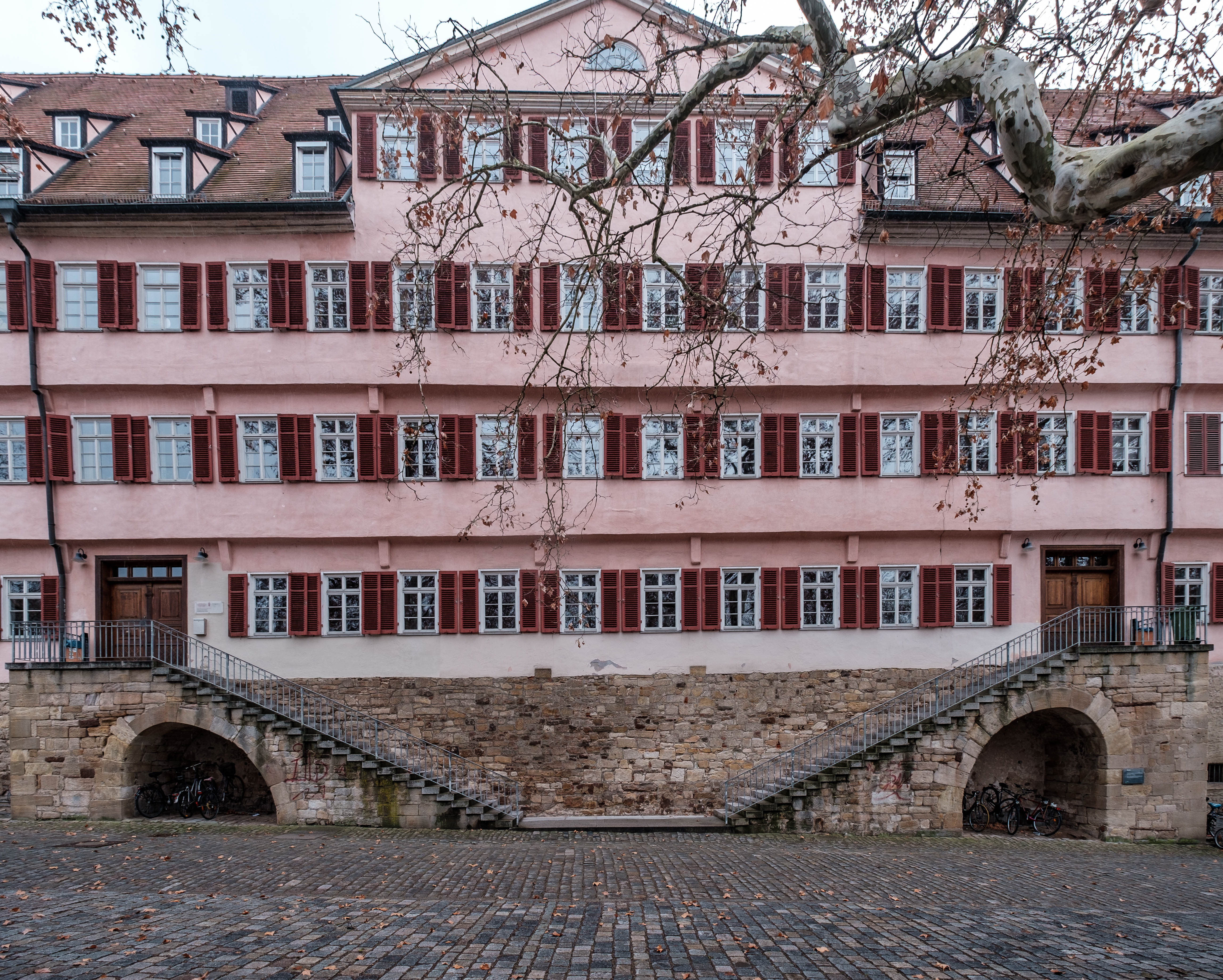
Die angrenzende Alte Burse, die von 1805 bis 1846 die Universitätsklinik beheimatete, führte zum Namen.

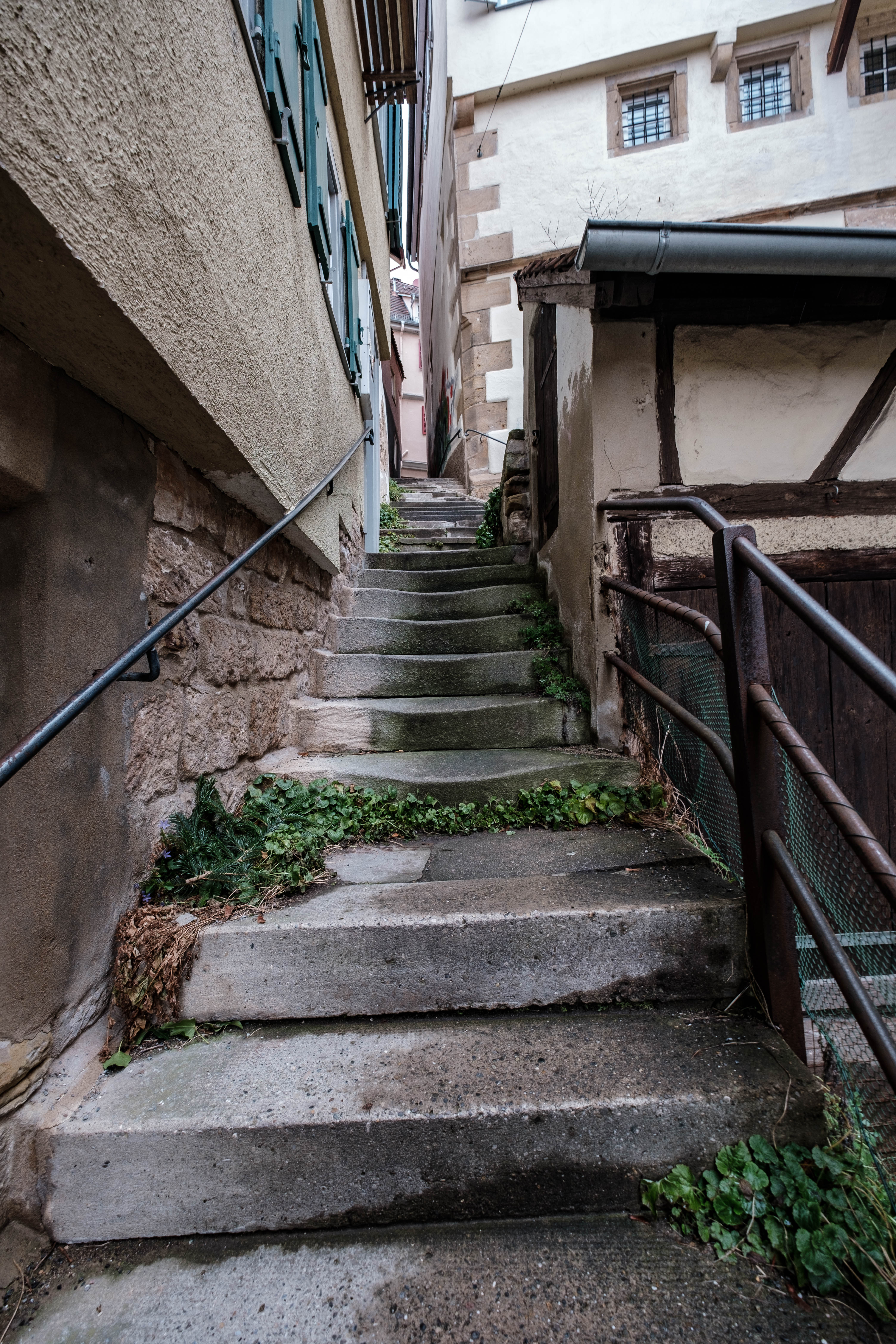
Eine der vielen schmalen, langen und steilen Treppen, die die Clinicumsgasse mit anderen Straßen verbinden

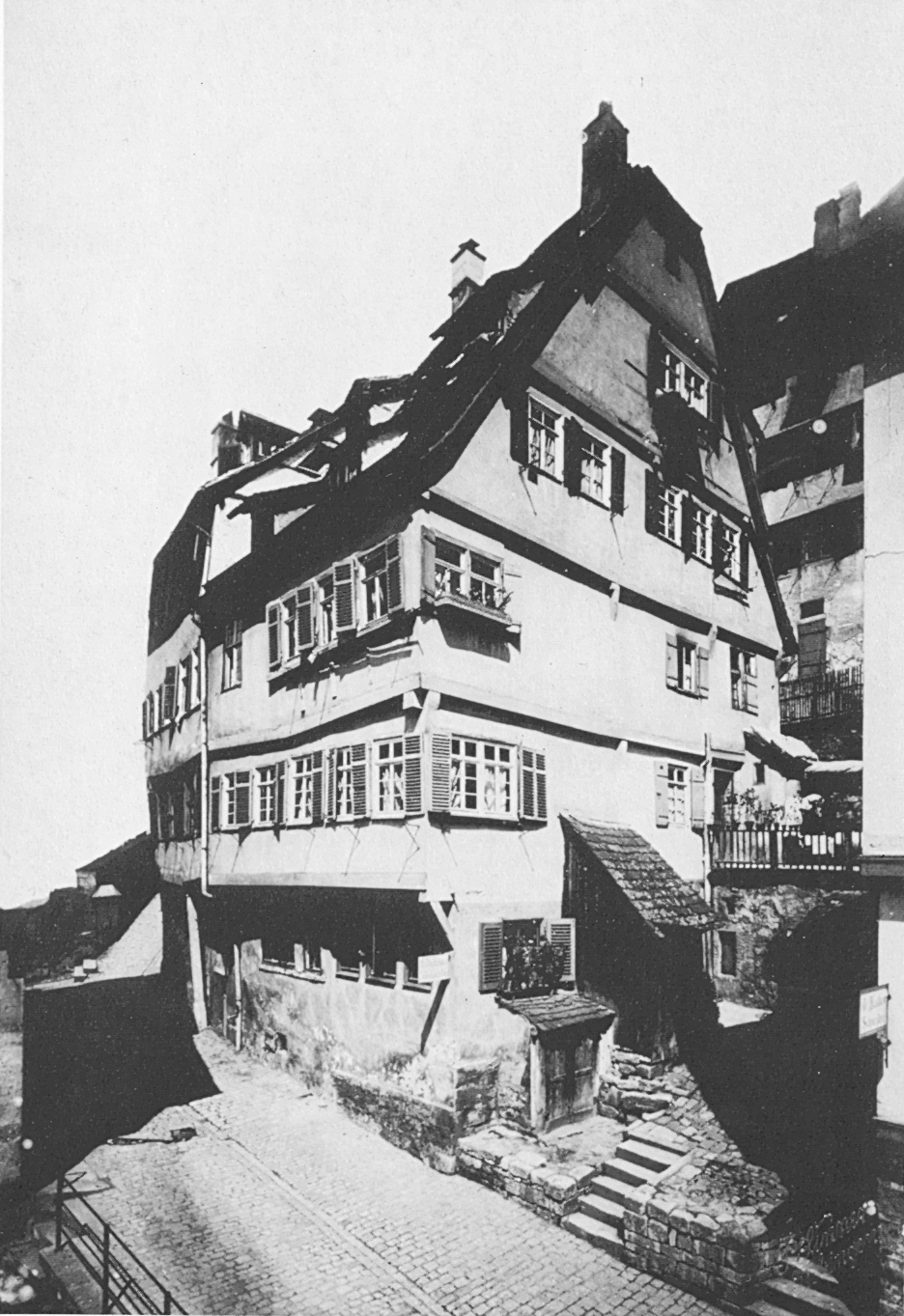
Die „Arche“ vom Klosterberg gesehen, um 1900. Das Haus hat noch heute 6 verschiedene Eingänge auf mehreren Ebenen.

Die Clinicumsgasse ist eine sehr schmale Straße mitten in der Altstadt Tübingens.

## Lage
Es handelt sich um eine von der Neckargasse nach Westen abzweigende Sackgasse, die als Teil der Fußgängerzone nur für Anwohner mit Autos befahrbar ist. Aufgrund der engen Verhältnisse ist nur der östliche Teil für Fahrzeuge erreichbar. Fußgänger hingegen können über zahlreiche alte und allesamt steile Treppen die benachbarte Bursagasse, die Münzgasse und den Klosterberg erreichen.
Die Clinicumsgasse liegt unterhalb der Münzgasse in einem steil zum Neckar hin abfallenden, früher als „in der Arch“ bezeichneten Gebiet, das heißt auf einer ehemals mit Dornengestrüpp bewachsene Freifläche.
Die oberhalb der Clinicumsgasse gelegenen Mauern wurden erst beim Anlegen dieser Gasse als Abstützvorrichtung gebaut. Sie dienten daher ursprünglich nicht der Standsicherheit der bergwärts liegenden Münzgassenüberbauung im Kern eines der ältesten Siedlungsgebiete Tübingens. Die Rechtsverhältnisse dieser Stützmauern waren seit Jahrhunderten umstritten, bis sie 2007–2014 unter anderem im Rahmen der Tätigkeiten der Stadtverwaltung geklärt werden konnten.

## Namensherkunft
Der Name der Gasse leitet sich vom früher in der Alten Burse untergebrachten Universitätsklinikum ab.

## Besonderheiten
Einige der historischen Tübinger Persönlichkeiten wohnten in dieser Straße, darunter Nicodemus Frischlin, Eduard Mörike und Paul Ernst.
Die Alte Aula überragt die Clinicumsgasse. Ein Tunnel führt die Straße durch das Gebäude hindurch.
Der Universitätskarzer zeigt mit seinen zwei kleinen Fenstern zur Clinicumsgasse.

## Stadtbildsatzung und Denkmalschutz
Die Clinicumsgasse mit der Nordseite der Parzelle Bursagasse 1 sowie den Flurstücken 133/4, 133/5 und 133/6 gehört laut Tübinger Stadtbildsatzung mit den dortigen Gebäudefronten und Dachpartien zu den besonders schützenswerten historischen Straßen und Plätzen der Stadt.
Die Gasse hat wegen ihrer markanten Topografie und ihrer aufwändigen Bebauung mit zum Teil großvolumigen, stadtbildprägenden Universitätsgebäuden und Bürgerhäusern des 15. und 16. Jahrhunderts einen hohen Zeugniswert für die Stadtbaugeschichte und Stadtbaugestalt von Tübingen.

## Gebäude
| Bild | Nr.            | Beschreibung |
| ---- | -------------- | --- |
|      | 2              | Spätestens 1470 erbaut. Auf einem massiven querliegenden Gewölbekeller ruhen drei Fachwerkgeschosse und das zweigeschossiges Dachwerk mit nach Süden ausgerichtetem Dreiecksgiebel. Hier wohnten hauptsächlich Schneider und Hutmacher. Kulturdenkmal. |
|      | 4              | Erbaut im frühen 16. Jahrhundert. Das Gebäude ist ein Teil der sogenannten Münze. Der Teil in der Clinicumsgasse hat einen längsrechteckigen schmalen Baukörper über 5 Geschosse. Der andere Teil ist in der Münzgasse 6. Es war unter anderem das Wohnhaus von Eduard Mörike. Kulturdenkmal. |
|      | 6, 6/1 und 6/2 | Die sogenannte „Arche“, eines der ältesten Häuser Tübingens. Es wurde als ein- bis fünfgeschossiger, traufständiger Gebäudekomplex in der 2. Hälfte des 15. Jahrhunderts in Hanglage zwischen Klosterberg und Clinicumsgasse errichtet. Über den massiven Hanggeschossen mit Außenkellern, u. a. in der Clinicumsgasse 6/2 wurden Nr. 6 als verputztes Fachwerkhaus mit Satteldach und Nr. 6/1 mit Sichtfachwerk mit überschwerteten Diagonalstreben sowie einander überkreuzenden, eingeblatteten Kopf- und Fußbändern sowie Krüppelwalmdach, gegen den Klosterberg mit starkem Vorstoß über Knaggen errichtet. Kulturdenkmal. |
|      | 8              | Umgebaut kurz nach 1800. Erhaltenswertes Gebäude. Die Buckelquadermauer auf der gegenüberliegenden Straßenseite ist einer der wenigen sichtbaren Reste der ersten, stauferzeitlichen Stadtmauer Tübingens. Die Stadtmauer verlief ursprünglich an der oberhalb des „in der Arch“ genannten Abhangs und wurde erst etwa 1400 zum Neckarufer vorverlegt. |
|      | 10             | Bildete früher eine Einheit mit Hausnummer 8. Hier wohnte Paul Ernst. Erhaltenswertes Gebäude. |
|      | Früher 12      | Die frühere Clinicumsgasse 12 wurde in Bursagasse 1 umbenannt, nachdem das Zahnärztliche Institut 1967 dort ausgezogen war und als Klinik und Poliklinik für Zahn-, Mund und Kieferkrankheiten einen Neubau in der Tübinger Osianderstraße umzog. Das daraufhin wieder Alte Burse genannte Gebäude wurde 1968 bis 1972 von Grund auf für die Kunsthistoriker und das Philosophische Seminar erneuert, wobei das Äußere weitgehend unverändert blieb und im Innern drei gotische Stützen in der Eingangshalle erhalten blieben, deren geschnitzte Kapitelle mit der Palme des Grafen Eberhard im Bart und seinem Wahlspruch attempto! verziert sind. |
|      | Früher 14      | Tunnel unter der Alten Aula. Bis 1830 lag das alte Universitätsarchiv dort hinter vier Eisentüren in einem im zweiten Untergeschoss der Alten Aula hangseitig gelegenen engen, feuchten und völlig dunklen Kellergewölbe. Die noch ältere Registratur befand sich in einem gegenüberliegenden, ziemlich unordentlichen Raum auf der dem Neckar zugewandten Seite der Clinicumsgasse, der wie das Archivgewölbe nur von der Clinicumsgasse aus zugänglich war. |
|      | Früher 16      | In den 1968 fertiggestellten Neubau in der früheren Clinicumsgasse 16, der inzwischen Bursagasse 5 genannt wird, mussten die Diakonissen aus dem Bürgerheim umziehen, weil die Stadtverwaltung das bisherige Schwesternwohnheim für eine Erweiterung des Bürgerheims nutzen wollte. Von dort zog die Diakoniestation im Oktober 1995 in die als „Haus der Kirche“, umgebaute „Villa Metz“ in der Hechinger Straße 13 um. |
|      | 18             | Das Gebäude wurde im 15. Jahrhundert als Pfründhaus der Stiftskirche neben dem in der Clinicumsgasse 20 stehenden ehemaligen Mesnerhauses gebaut. Das bereits 1498 erwähnte, gut erhaltene Wohnhaus ist über einen die Clinicumsgasse überquerenden Übergang gut von der Stiftskirche aus zugänglich. Hier wohnte 1570-1586 des Tübinger Dichter und Theologieprofessor Nicodemus Frischlin. Kulturdenkmal. |
|      | 20             | Das Gebäude wurde 1814 von einem Metzger anstelle des alten Mesnerhauses errichtet und erhielt im 20. Jahrhundert nach einem Brand ein neues Dach, einen Ladeneinbau mit Schaufenster sowie erneuerte Fenster. Erhaltenswertes Gebäude. Gegenüber davon ist von März bis August 2019 der Neubau einer öffentlichen Toilettenanlage durch die Stadt Tübingen geplant, da die 1960-1965 in die Stützwand unterhalb des Stiftskirchenplatzes (ehemaliger St. Georgs-Friedhof) eingebauten Toilettenanlagen nicht ohne Baumaßnahmen wieder in Betrieb genommen werden können. |
|      | 22             | Das Gebäude wurde 1815 als sogenannte Schmiedei durch den Bäcker Georg Friedrich Schmied errichtet und später vermutlich im Untergeschoss als Burschenschaftslokal genutzt. Der Platz vor dem Gebäude zwischen den Einmündungen der Clinicumsgasse und der Bursagasse in die Neckargasse wurde früher umgangssprachlich Kappiseck genannt. Er war nach Otto Kappis benannt, der 1878 in Tübingen ein Drogeriewarengeschäft gegründet hatte. Er betrieb dieses in seinem eigenen Haus in der damals noch so genannten Neckarstraße 22, Ecke Clinicumsgasse, als Kolonial-, Material-, Spezerei- und Farbenhandlung. Um 1900 firmierte das Geschäft als „Medizinaldrogerie J. Müller“ unter der Leitung des Königlich Württembergischen Hoflieferanten Jakob Müller und wurde in Tübingen umgangssprachlich „Kappis-Müller“ genannt. Der Schwiegersohn von Jakob Müller, der Chemikerdrogist Eugen Herb, führte den Handel mit „Drogen, Chemikalien, Colonial- & Farbwaren“ in der Neckarstraße fort. 1963 übernahm sein Sohn Hans Herb die Neckar-Drogerie Müller & Co. Drei Jahre später zog der Betrieb in die Kirchgasse 10 um, wo Hans Herb ihn bis zu seinem Tod am 20. Februar 2009 leitete. Erhaltenswertes Gebäude. |